# Мишель, Феликс
Джордж Феликс Мишель Мельки (араб. جورج فليكس ميشيل ملكي‎, швед. George Felix Michel Melki; род. 23 июля 1994, Сёдертелье, Стокгольм) — ливанский и шведский футболист, защитник «Эскильстуны» и национальной сборной Ливана.

## Клубная карьера
Футболом начал заниматься в 7 лет в школе футбольного клуба «Сюрианска», в котором прошёл все стадии детского и юношеского футбола и подписал первый профессиональный контракт. Дебютировал в его составе в чемпионате Швеции 30 июня 2013 года в игре с «Эльфсборгом». На 68-й минуте матча Мишель вышел на поле вместо Роберта Масси. По итогам сезона клуб занял последнее, 16-е место, в турнирной таблице и вылетел в Суперэттан. Первый гол за родной клуб забил 16 марта 2014 года во встрече в рамках кубка Швеции с «Хельсингборгом». На 30-й минуте Феликс открыл счёт в игре, но затем соперник забил целых пять мячей и победил. В общей сложности за три с половиной сезона он провёл 28 матчей в различных турнирах и забил два мяча.
В августе 2016 года Мишель перебирается в первую турецкую лигу, подписав контракт с «Эскишехирспором». Первую игру в новом клубе провёл 10 сентября против «Манисаспора». Встречу Феликс начал на скамейке запасных, а после перерыва вышел вместо Семиха Шентюрка. Единственный гол в Турции забил во втором своём сезоне в команде. На 60-й минуте матча с «Истанбулспором» он поразил ворота соперника после передачи Каана Канака. Проведя за полтора сезона в «Эскишехирспоре» всего 12 матчей, Мишель покинул команду и вернулся в Швецию.
29 марта 2018 года он подписал контракт с «АФК Эскильстуна», в которой играл его брат Александер. По словам Феликса среди нескольких вариантов он сделал такой выбор именно по этой причине. 24 апреля Мишель впервые вышел на поле в футболке нового клуба в игре с «Хельсингборгом». На 61-й минуте при счёте 2:0 в пользу «Эскильстуны» он заменил Усмана Камара. По итогам сезона команда заняла третье место в турнирной таблице и в стыковых поединках с «Броммапойкарной» завоевала право на следующий год выступать в Аллсвенскане.
25 июля 2019 года «АФК Эскильстуна» и АИК договорились о трансфере Мишеля в стокгольмский клуб. С защитником был подписан трёхлетний контракт. Дебют в чёрно-жёлтой форме состоялся через два дня после перехода в гостевом поединке с «Сириусом». Феликс начал игру в стартовом составе, а на 67-й минуте уступил место на поле Себастиану Ларссону.

## Карьера в сборной
15 ноября 2018 года дебютировал за национальную сборную Ливана в товарищеском матче с Узбекистаном. Мишель вышел провёл на поле всю встречу, которая завершилась нулевой ничьей.
В январе 2019 года в составе сборной принимал участие в Кубке Азии в ОАЭ. На групповом этапе сборная Ливана дважды проиграла со счётом 0:2 Катару и Саудовской Аравии и разгромила Северную Корею со счётом 4:1. Один из мячей ливанцев забил Феликс Мишель.

## Личная жизнь
Его старший брат Роберт Александер также футболист, выступает на позиции защитника, игрок сборной Ливана.

## Достижения
АФК Эскильстуна
- Бронзовый призёр Суперэттана: 2018

## Клубная статистика
| Выступление      | Выступление      | Выступление      | Лига | Лига | Кубки | Кубки | Конт.кубки | Конт.кубки | Итого | Итого |
| Клуб             | Лига             | Сезон            | Игры | Голы | Игры  | Голы  | Игры       | Голы       | Игры  | Голы  |
| ---------------- | ---------------- | ---------------- | ---- | ---- | ----- | ----- | ---------- | ---------- | ----- | ----- |
| Сюрианска        | Аллсвенскан      | 2013             | 3    | 0    | 0     | 0     | —          | —          | 3     | 0     |
| Сюрианска        | Суперэттан       | 2014             | 5    | 0    | 3     | 1     | —          | —          | 8     | 1     |
| Сюрианска        | Суперэттан       | 2015             | 2    | 0    | 1     | 0     | —          | —          | 3     | 0     |
| Сюрианска        | Суперэттан       | 2016             | 11   | 1    | 3     | 0     | —          | —          | 14    | 1     |
| Сюрианска        | Итого            | Итого            | 21   | 1    | 7     | 1     | 0          | 0          | 28    | 2     |
| Эскишехирспор    | Первая лига      | 2016/17          | 3    | 0    | 1     | 0     | —          | —          | 4     | 0     |
| Эскишехирспор    | Первая лига      | 2017/18          | 7    | 1    | 1     | 0     | —          | —          | 8     | 1     |
| Эскишехирспор    | Итого            | Итого            | 10   | 1    | 2     | 0     | 0          | 0          | 12    | 1     |
| АФК Эскильстуна  | Суперэттан       | 2018             | 21   | 0    | 1     | 1     | —          | —          | 22    | 1     |
| АФК Эскильстуна  | Аллсвенскан      | 2019             | 8    | 0    | 6     | 1     | —          | —          | 14    | 1     |
| АФК Эскильстуна  | Итого            | Итого            | 29   | 0    | 7     | 2     | 0          | 0          | 36    | 2     |
| АИК              | Аллсвенскан      | 2019             | 8    | 0    | 0     | 0     | 0          | 0          | 8     | 0     |
| АИК              | Аллсвенскан      | 2020             | 0    | 0    | 3     | 0     | 0          | 0          | 3     | 0     |
| АИК              | Итого            | Итого            | 8    | 0    | 3     | 0     | 12         | 0          | 23    | 0     |
| Всего за карьеру | Всего за карьеру | Всего за карьеру | 68   | 2    | 19    | 3     | 0          | 0          | 87    | 5     |

## Статистика в сборной
| Матчи и голы Феликса Мишеля за национальную сборную Ливана | Матчи и голы Феликса Мишеля за национальную сборную Ливана | Матчи и голы Феликса Мишеля за национальную сборную Ливана | Матчи и голы Феликса Мишеля за национальную сборную Ливана | Матчи и голы Феликса Мишеля за национальную сборную Ливана | Матчи и голы Феликса Мишеля за национальную сборную Ливана |
| №                                                          | Дата                                                       | Оппонент                                                   | Счёт                                                       | Голы                                                       | Соревнование                                               |
| ---------------------------------------------------------- | ---------------------------------------------------------- | ---------------------------------------------------------- | ---------------------------------------------------------- | ---------------------------------------------------------- | ---------------------------------------------------------- |
| 1                                                          | 15 ноября 2018                                             | Узбекистан                                                 | 0:0                                                        | 0                                                          | Товарищеский матч                                          |
| 2                                                          | 9 января 2019                                              | Катар                                                      | 0:2                                                        | 0                                                          | Кубок Азии 2019                                            |
| 3                                                          | 12 января 2019                                             | Саудовская Аравия                                          | 0:2                                                        | 0                                                          | Кубок Азии 2019                                            |
| 4                                                          | 17 января 2019                                             | КНДР                                                       | 4:1                                                        | 1                                                          | Кубок Азии 2019                                            |
| 5                                                          | 5 сентября 2019                                            | КНДР                                                       | 0:2                                                        | 0                                                          | Отборочные матчи ЧМ-2022                                   |
| 6                                                          | 10 сентября 2019                                           | Оман                                                       | 0:1                                                        | 0                                                          | Товарищеский матч                                          |
| 7                                                          | 10 октября 2019                                            | Туркменистан                                               | 2:1                                                        | 0                                                          | Отборочные матчи ЧМ-2022                                   |
| 8                                                          | 15 октября 2019                                            | Шри-Ланка                                                  | 3:0                                                        | 0                                                          | Отборочные матчи ЧМ-2022                                   |
| 9                                                          | 14 ноября 2019                                             | Республика Корея                                           | 0:0                                                        | 0                                                          | Отборочные матчи ЧМ-2022                                   |
| 10                                                         | 19 ноября 2019                                             | КНДР                                                       | 0:0                                                        | 0                                                          | Отборочные матчи ЧМ-2022                                   |
| 11                                                         | 24 марта 2021                                              | Иордания                                                   | 0:1                                                        | 0                                                          | Товарищеский матч                                          |
| 12                                                         | 29 марта 2021                                              | Кувейт                                                     | 1:1                                                        | 0                                                          | Товарищеский матч                                          |
| 13                                                         | 5 июня 2021                                                | Шри-Ланка                                                  | 3:2                                                        | 0                                                          | Отборочные матчи ЧМ-2022                                   |
| 14                                                         | 9 июня 2021                                                | Туркменистан                                               | 2:3                                                        | 0                                                          | Отборочные матчи ЧМ-2022                                   |
| 15                                                         | 13 июня 2021                                               | Республика Корея                                           | 1:2                                                        | 0                                                          | Отборочные матчи ЧМ-2022                                   |
| 16                                                         | 2 сентября 2021                                            | ОАЭ                                                        | 0:0                                                        | 0                                                          | Отборочные матчи ЧМ-2022                                   |
| 17                                                         | 7 сентября 2021                                            | Республика Корея                                           | 0:1                                                        | 0                                                          | Отборочные матчи ЧМ-2022                                   |
| 18                                                         | 7 октября 2021                                             | Ирак                                                       | 0:0                                                        | 0                                                          | Отборочные матчи ЧМ-2022                                   |
| 19                                                         | 11 ноября 2021                                             | Иран                                                       | 1:2                                                        | 0                                                          | Отборочные матчи ЧМ-2022                                   |
| 20                                                         | 16 ноября 2021                                             | ОАЭ                                                        | 0:1                                                        | 0                                                          | Отборочные матчи ЧМ-2022                                   |
| 21                                                         | 1 декабря 2021                                             | Египет                                                     | 0:1                                                        | 0                                                          | Кубок арабских наций по футболу 2021                       |
| 22                                                         | 4 декабря 2021                                             | Алжир                                                      | 0:2                                                        | 0                                                          | Кубок арабских наций по футболу 2021                       |
| 23                                                         | 7 декабря 2021                                             | Судан                                                      | 1:0                                                        | 0                                                          | Кубок арабских наций по футболу 2021                       |
| 24                                                         | 27 января 2022                                             | Республика Корея                                           | 0:1                                                        | 0                                                          | Отборочные матчи ЧМ-2022                                   |
| 25                                                         | 1 февраля 2022                                             | Ирак                                                       | 1:1                                                        | 0                                                          | Отборочные матчи ЧМ-2022                                   |

Итого:25 матчей и 1 гол; 5 побед, 7 ничьих, 13 поражений.